# 세마동
세마동(洗馬洞)은 경기도 오산시의 동이다.

## 개요
세마동은 오산시 30%가 넘는 넓은 면적을 차지하고 있으며, 면적의 80%이상이 농경지,임야로 구성되어 있는 전형적인 전원마을로 세교택지 개발 등이 진행되고 있어 성장가능성과 잠재력을 가지고 있다. 한신대학교가 양산동에 위치해 있으며 지곶동 독산성과 세마대지,외삼미동의 지석묘 등 문화재가 보존되어 있어, 관광객이 많이 찾아오는 역사 깊고 쾌적한 고장이다.

## 법정동
- 외삼미동(外三美洞)
- 양산동(陽山洞)
- 세교동(細橋洞)
- 지곶동(紙串洞)
- 서랑동(西廊洞)

## 교육
- 양산초등학교
- 한신대학교
- 삼미초등학교
- 세마고등학교

## 교통
- 세마역
- 서동탄역